# Zygomyia bifasciola
Zygomyia bifasciola är en tvåvingeart som beskrevs av Loïc Matile 1989. Zygomyia bifasciola ingår i släktet Zygomyia och familjen svampmyggor. Inga underarter finns listade i Catalogue of Life.